# 南倉町
南倉町（みなみくらちょう）は、愛知県名古屋市港区の地名。

## 歴史

### 沿革
- 1925年（大正14年）4月1日 - 南区築地の一部により、同区南倉町が成立[3]。
- 1937年（昭和12年）10月1日 - 港区編入により、同区南倉町となる[3]。
- 1968年（昭和43年）1月30日 - 埋立地を編入する[3]。
- 1973年（昭和48年）10月20日 - 一部が港区入船一丁目に編入される[3]。
- 1974年（昭和49年）12月9日 - 残部が港区入船二丁目に編入され消滅[3]。